# Abemaciclib
Abemaciclib (tên thương mại Verzenio và Verzenios) là một loại thuốc để điều trị ung thư vú tiến triển hoặc di căn. Nó được phát triển bởi Eli Lilly và nó hoạt động như một chất ức chế CDK chọn lọc cho CDK4 và CDK6.
Nó được chỉ định là một liệu pháp đột phá cho bệnh ung thư vú của Cơ quan Quản lý Thực phẩm và Dược phẩm Hoa Kỳ (FDA) vào tháng 10 năm 2015.
Vào ngày 28 tháng 9 năm 2017, nó đã được FDA chấp thuận sử dụng tại Hoa Kỳ để điều trị một số bệnh ung thư vú.

## Sử dụng trong y tế
Vào tháng 9 năm 2017, Abemaciclib được chấp thuận tại Hoa Kỳ trong điều trị ung thư vú có thụ thể nội tiết dương tính, HER-2 (thụ thể của yếu tố tăng trưởng biểu bì-2) âm tính tiến triển tại chỗ hoặc di căn sau khi điều trị với liệu pháp nội tiết, phối hợp với fulvestrant. Abemaciclib cũng được chấp thuận sử dụng đơn trị liệu trong điều trị ung thư vú di căn cho những bệnh nhân từng điều trị với hóa trị phối hợp với liệu pháp nội tiết .
Trong các nghiên cứu so sánh fulvestrant + abemaciclib với fulvestrant + giả dược ở những bệnh nhân ung thư vú, trung bình thời gian sống thêm không tiến triển trong nhóm điều trị với abemaciclib là 16,4 tháng, so với 9,3 tháng dưới với giả dược.

## Tác dụng phụ
Các tác dụng phụ xảy ra ở 20% bệnh nhân trở lên trong các nghiên cứu là tiêu chảy, buồn nôn và nôn, giảm bạch cầu (số lượng bạch cầu thấp) bao gồm giảm bạch cầu, thiếu máu (số lượng hồng cầu thấp), giảm tiểu cầu (số lượng tiểu cầu thấp), đau dạ dày, nhiễm trùng, mệt mỏi, giảm sự thèm ăn và đau đầu.

## Tương tác
Vì abemaciclib được chuyển hóa chủ yếu bởi enzyme gan CYP3A4, nên các chất ức chế enzyme này (như ketoconazole) dự kiến sẽ làm tăng nồng độ trong huyết tương của nó. Ngược lại, chất cảm ứng CYP3A4 gây ra nồng độ abemaciclib trong huyết tương thấp hơn, như đã được thể hiện trong một nghiên cứu với rifampicin.

## Dược lý

### Cơ chế hoạt động
Giống như các thuốc liên quan palbociclib và ribociclib, abemaciclib ức chế các cyclin-dependent kinase 4 (CDK4) và CDK6. Các enzyme này chịu trách nhiệm phosphoryl hóa và do đó vô hiệu hóa protein retinoblastoma, đóng vai trò trong sự phát triển chu kỳ tế bào từ pha G1 (pha đầu tiên) đến giai đoạn S (tổng hợp). Ức chế CDK4/6 ngăn chặn các tế bào tiến tới pha S, do đó gây ra apoptosis (chết tế bào).

### Dược động học

N -desethylabemaciclib (M2), chất chuyển hóa chính

Sau khi uống, sinh khả dụng tuyệt đối là 45%. Nồng độ trong huyết tương cao nhất đạt được sau trung bình 8 giờ (khoảng: 4,12424 giờ). Khi lưu hành, 96,3% abemaciclib liên kết với protein huyết tương. Chất này được chuyển hóa chủ yếu bởi enzyme gan CYP3A4 thành N -desethylabemaciclib (M2), và ở mức độ thấp hơn thành các dẫn xuất hydroxy (M18, M20) và một chất chuyển hóa oxy hóa khác (M1). Các chất chuyển hóa này có tỷ lệ gắn kết với protein huyết tương cao tương tự như chất mẹ.
Abemaciclib được bài tiết chủ yếu qua phân (81%) và ở mức độ nhỏ qua nước tiểu (3%). Thời gian bán thải của nó là trung bình 18,3 giờ.

## Các thử nghiệm lâm sàng
Các thử nghiệm thành công giai đoạn I  và giai đoạn II  chống ung thư vú đã được công bố lần lượt vào tháng 5 và tháng 12 năm 2014.
Vào đầu năm 2016, abemaciclib đã tham gia vào 3 thử nghiệm lâm sàng giai đoạn III:
- Nghiên cứu JUNIPER [9] đang so sánh abemaciclib với erlotinib ở bệnh nhân ung thư biểu mô phổi không tế bào nhỏ giai đoạn IV [10] Do thu thập dữ liệu cho đến tháng 9 năm 2017.[9]
- Nghiên cứu MONARCH 2 đang điều tra tính hiệu quả của abemaciclib kết hợp với fulvestrant cho phụ nữ bị ung thư vú.[11] Nó sẽ kết thúc vào tháng 2 năm 2017.[12] Vào tháng 3 năm 2017, Eli Lilly tuyên bố rằng họ đã đáp ứng được điểm cuối chính của sự sống sót không tiến triển vượt trội (PFS) so với giả dược cộng với chất gây nghiện ở bệnh nhân ung thư vú dương tính với thụ thể estrogen và ung thư vú di căn HER2 âm tính.[13] Kết quả này đã dẫn đến sự phê duyệt của FDA vào tháng 9 năm 2017.[14]
- Nghiên cứu MONARCH 3 [15] đang nghiên cứu hiệu quả của abemaciclib, cộng với anastrozole hoặc letrozole, là phương pháp điều trị đầu tay cho phụ nữ bị ung thư vú.[16] Thử nghiệm dự kiến sẽ kết thúc vào tháng 6 năm 2017.[15]

## Hóa học
Abemaciclib có thể được tổng hợp trong bốn bước cách sử dụng một khớp nối Suzuki, tiếp theo là một amin Buchwald-Hartwig với bước cuối cùng trở thành một amin hóa chất khử bằng cách sử dụng phản ứng Leuckart.